# Пастріс
Пастріс (ісп. Pastriz) — муніципалітет в Іспанії, у складі автономної спільноти Арагон, у провінції Сарагоса. Населення — 1384 особи (2010).
Муніципалітет розташований на відстані близько 280 км на північний схід від Мадрида, 9 км на схід від Сарагоси.
На території муніципалітету розташовані такі населені пункти: (дані про населення за 2010 рік)
- Ла-Альфранка: 0 осіб
- Пастріс: 1384 особи

## Демографія
Динаміка населення (INE ):